# We Shall Overcome: The Seeger Sessions
We Shall Overcome: The Seeger Sessions, udgivet i 2006, er det fjortende studiealbum af Bruce Springsteen.

## Historie
Dette er Springsteens første og hidtil eneste album af ikke-Springsteen materiale og indeholder hans fortolkning af tretten folkemusiksange, oprindeligt indspillet af aktivisten og folkemusikeren Pete Seeger. Ingen af sangene på albummet er skrevet af Pete Seeger.
Optakten til albummet var i 1997, hvor Springsteen indspillede "We Shall Overcome" til Where Have All the Flowers Gone: The Songs of Pete Seeger, et hyldestalbum, udgivet det efterfølgende år. Springsteen kendte ikke i forvejen ret meget til Seegers, musik, opvækst og orientering, og han fortsatte med at undersøge og lytte til hans musik. Under Springsteens afspilning af Seegers sange hjemme i sit hus, sagde Springsteens 10-årige datter, "Hey, det lyder sjovt", en bemærkning, der fik Springsteen til at blive yderligere interesseret i at udforske materialet og dets genre.
Gennem Soozie Tyrell, violinisten i E Street Band, fik Springsteen kontakt med en gruppe af mindre kendte musikere fra New Jersey og New York. De begyndte at indspille sange på Springsteens gård i New Jersey. Tyrell, The Miami Horns og Springsteens kone Patti Scialfa dannede således gruppen The Sessions Band.
Albummet var Springsteens andet - og for andet år i træk - uden E Street Band, og samtidig et ikke-rock musikprojekt. Kritikernes modtagelse af albummet var meget positiv, hvor E! Online kaldte det for hans "bedste album siden Nebraska og Allmusic kaldte det "uregerlige friløb og positivt glædesfyldt. PopMatters kaldte det "en sonisk transfusion på rækkefølgen af Mermaid Avenue optagelser", som var sange af Woody Guthrie indspillet af Billy Bragg og Wilco. Seeger selv blev glad for resultatet, og sagde "Det var en stor ære. Han er en bemærkelsesværdig person, såvel som en bemærkelsesværdig sanger."
Albummet, ligesom dets forgænger Devils & Dust, er udgivet på DualDisc, i et CD/DVD dobbelt-disk sæt, og et sæt af to vinylplader.
Albummet vandt en Grammy Award for bedste traditionelle folkemusik-album i februar 2007.
Albummet har fra januar 2009 solgt over 700.000 eksemplarer i USA, hvilket har ført til at RIAA har givet det et guldcertifikat.

## Trackliste
1. . "Old Dan Tucker"
2. . "Jesse James"
3. . "Mrs. McGrath"
4. . "O Mary Don't You Weep"
5. . "John Henry"
6. . "Eric Canal"
7. . "Jacob's Ladder"
8. . "My Oklahoma City"
9. . "Eyes on the Prize"
10. . "Shenandoah"
11. . "Pay Me My Money Down"
12. . "We Shall Overcome"
13. . "Froggie Went A-Courtin'"

### DualDisc bonus tracks
1. . "Buffalo Gals"
2. . "How Can I Keep from Singing?"

### American Land Edition bonus tracks
1. . "Buffalo Gals"
2. . "How Can I Keep from Singing?"
3. . "How Can a Poor Man Stand Such Times and Live?"
4. . "Bring 'Em Home"
5. . "American Land"

## Medvirkende
- Bruce Springsteen – forsanger, guitar, mundharmonika, orgel og percussion
- Sam Bardfeld – violin
- Art Baron – tuba
- Frank Bruno – guitar
- Jeremy Chatzky – kontrabas
- Mark Clifford – banjo
- Larry Eagle – trommer og percussion
- Charles Giordano – orgel, klaver og harmonika
- Ed Manion – saxofon
- Mark Pender – trompet, støttevokal
- Richie Rosenberg – basun, støttevokal
- Patti Scialfa – støttevokal
- Soozie Tyrell – violin, støttevokal